# اجتماعی
موجودات «اجتماعی» (به انگلیسی: Social)، از جمله انسان، به‌صورت جمعی در جمعیت‌های دارای تعامل زندگی می‌کنند. این رفتار تعامل اجتماعی تلقی می‌شود، حال چه آگاهانه باشد یا ناآگاهانه، ارادی باشد یا غیرارادی. در حال حاضر بیشتر انسان ها به سطحی که تعیین می کند چه کسی در کجای یک جامعه باشد سطح اجتماعی یا جایگاه اجتماعی می گویند.

## ریشه‌شناسی
اجتماعی از کلمه لاتین socii (متحدان) و به ویژه از ایالات«Socii» ایتالیا، که متحدان تاریخی جمهوری روم بودند، اقتباس شده است. (اگرچه آنان در جنگ اجتماعی ۹۱-۸۷ پ.م علیه روم شورش کردند.)

## نظریه‌پردازان اجتماعی
از نظر کارل مارکس،
 انسان‌ها ذاتاً و برحسب ضرورت، اجتماعی هستند، بدون «زندگی اجتماعی» نمی‌توانند زنده بمانند و نیازهای خودشان را از طریق همکاری و انجمن اجتماعی تأمین می‌کنند؛ بنابراین ویژگی‌های اجتماعی آنها تا حد زیادی یک واقعیت عینی است که از بدو تولد و در فرآیند جامعه‌پذیری به آنان آموخته شده‌است. به گفته مارکس، مردم در تولید و بازتولید زندگی مادی خود، لزوماً وارد روابط تولید می‌شوند که «مستقل از اراده» آنهاست.
در مقابل، جامعه‌شناس آلمانی، ماکس وبر برای مثال، کنش انسانی را با عنوان «اجتماعی» تعریف می‌کند، در صورتی که به موجب معانی ذهنی مرتبط با کنش توسط افراد، «رفتار دیگران را در نظر بگیرد و از این طریق در مسیر خود قرار گیرد».

## در سوسیالیسم
اصطلاح سوسیالیسم که از دهه ۱۸۳۰ به بعد در فرانسه و بریتانیا استفاده شد، مستقیماً با آن چیزی مرتبط است که اجتماعی نامیده می‌شود. در اصل، سوسیالیست‌های اولیه ادعا می‌کردند ظهور جوامع رقابتی همچون  بازار، «آزادی، برابری و برادری» را برای همه شهروندان ایجاد نمی‌کند و برای مقابله با مسایل اجتماعی، بی‌عدالتی‌ها و نارضایتی‌ها نیازمند مداخله سیاست و اصلاحات اجتماعی است. موضوعی که ژان ژاک روسو فرانسوی در اثر کلاسیک خود قرارداد اجتماعی به‌طور مفصل در مورد آن صحبت می‌کند. در واقع، اصطلاح «سوسیالیست» اغلب به جای تعاون، «متقابل‌گرایی»، «انجمن‌گرایی» و جمع‌گرایی استفاده می‌شد. با اشاره به سازماندهی بنگاه اقتصادی که سوسیالیست‌ها از شرکت خصوصی و ساختارهای سازمانی ذاتی سرمایه‌داری حمایت کردند.
مفهوم مدرن سوسیالیسم در واکنش به توسعه سرمایه‌داری صنعتی تکامل یافت. «اجتماعی» در «سوسیالیسم» مدرن به دیدگاه و درک خاصی اشاره کرد که سوسیالیست‌ها از رشد نیروهای مادی، اقتصادی و عوامل تعیین‌کننده رفتار انسانی در جامعه داشتند. به‌طور مشخص، این دیدگاه را نشان می‌دهد که رفتار انسان تا حد زیادی توسط محیط اجتماعی بی‌واسطه شخص تعیین می‌شود که شیوه‌های سازمان‌دهی اجتماعی سازه‌های ماوراطبیعی یا متافیزیک نبودند بلکه محصولات نظام اجتماعی و محیط اجتماعی بودند که به نوبه خود محصول سطح فناوری / شیوه تولید (جهان مادی) بودند و به همین دلیل دائماً در حال تغییر هستند؛ بنابراین، نظام‌های اجتماعی و اقتصادی محصول طبیعت فطری انسان نبودند بلکه محصول شکل زیربنایی سازمان اقتصادی و سطح فناوری در یک جامعه معین بودند که نشان می‌دهد در پاسخ به پیشرفت در فناوری و نیروهای مادی در حال تکامل (روابط تولید)، روابط اجتماعی و ساختارهای انگیزشی انسان نیز با تغییر روابط اجتماعی و سازمان اجتماعی تغییر خواهند کرد. این دیدگاه بخش عمده‌ای از شالوده مفهوم ماتریالیستی از تاریخ کارل مارکس را تشکیل می‌دهد.

## کاربردهای مدرن
در جامعه معاصر، «اجتماعی» اغلب به سیاست‌های توزیع مجدد منابع دولت اشاره دارد که هدف آن برای مثال، امنیت اجتماعی، استفاده از منابع برای منافع عمومی است. نگرانی‌های مربوط به سیاست‌ها شامل مسایل حذف اجتماعی و انسجام اجتماعی می‌شود. در اینجا، «اجتماعی» با خصوصی و حوزه عمومی با حوزه خصوصی در تضاد است که در آن روابط مالکیت، دسترسی به منابع و مزایا را تعریف می‌کند. حوزه اجتماعی نیز اغلب با طبیعت فیزیکی در تضاد است ولی در اجتماعی قیاس‌هایی بین انسان با دیگر گونه‌های موجود زنده ترسیم می‌شود تا رفتار اجتماعی بر اساس عوامل زیست‌شناختی تشریح شود.